# Gonzalo de la Torre de Trassierra
Gonzalo de la Torre de Trassierra y Fernández de Castro (Madrid, 30 de noviembre de 1856-Madrid, 27 de octubre de 1924) fue un jurista, académico e historiador español.

## Biografía
Nació en Madrid el 30 de noviembre de 1856. Hijo de Miguel de la Torre de Trasierra y Gómez de la Torre, coronel de caballería y caballero de la Orden de Alcántara, y de Natalia Fernández de Castro y Bustamante, originaria de Comillas, donde se conserva la casa familiar en la que Gonzalo vivió, y reunió una extensa biblioteca. Fue nieto de Jerónimo de la Torre de Trasierra, oidor de la Real Audiencia de Aragón y ministro togado del Tribunal Supremo de Guerra y Marina.
Estudió leyes en la Universidad de Madrid, y obtuvo plaza de magistrado, siendo su primer destino en 1888 el partido judicial de Cuéllar. Después pasaría por Santander, Zaragoza o Granada, entre otros. Más tarde presidió la Audiencia Territorial de Barcelona, y finalmente fue fiscal y magistrado del Tribunal Supremo.
Hombre de fuertes convicciones católicas, fue director de La Juventud Católica de Madrid, y miembro de instituciones religiosas como la Real Hermandad del Refugio y Piedad de Madrid. Ingresó en el Real Cuerpo de la Nobleza de Madrid en 1917. Fue miembro correspondiente de la Real Academia de la Historia por la provincia de Santander. En su faceta de historiador y escritor, fue colaborador del Boletín de la Sociedad Española de Excursiones (1897), de El Defensor de Granada (1902) y de otros periódicos. También perteneció a la Academia de Jurisprudencia, de la que fue académico profesor y numerario. Su obra más destacada es la Historia de Cuéllar, que publicó en dos partes en 1894 y 1896,  recibiendo por la última el premio al talento de la Real Academia de la Historia en 1898. También publicó Tradiciones cantábricas (1898), y una tercera obra titulada Remembranzas estaba en imprenta cuando murió, sin que se llegase a publicar, y dejó gran parte de sus trabajos inéditos.
Casado el 15 de octubre de 1888 en la iglesia de san José con Rita Fernández-Duro y Espelius (1867-1951), hija de Cesáreo Fernández Duro, de cuyo matrimonio nacieron ocho hijos. Falleció el 27 de octubre de 1924 en Madrid.